# 布茲維爾 (喬治亞州)
布茲維爾（英語：Boozeville）是位於美國喬治亞州弗洛伊德縣的一個非建制地區。該地的面積和人口皆未知。

## 地理
布茲維爾的座標為34°10′17″N 85°10′31″W / 34.17139°N 85.17528°W，而該地的平均海拔高度為213米（即699英尺）。